# Canton de Tarbes-Nord
Le canton de Tarbes-Nord est un ancien canton français situé dans le département des Hautes-Pyrénées.

## Histoire
Le canton de Tarbes-Nord est créé au XIXe siècle. Il est supprimé par le décret du 23 juillet 1973 réorganisant les cantons de Tarbes.

## Composition
Le canton était composé de seize communes :
- Tarbes (partie nord)
- Aureilhan
- Aurensan
- Bazet
- Bordères-sur-l'Échez
- Bours
- Chis
- Gayan
- Ibos
- Lagarde
- Orleix
- Oroix
- Oursbelille
- Pintac
- Sarniguet
- Tarasteix

## Représentation

### Conseillers généraux de 1833 à 2015
| Période | Période      | Identité                                             | Étiquette      | Qualité |
| ------- | ------------ | ---------------------------------------------------- | -------------- | --- |
| 1833    | 1839         | Bertrand Barère de Vieuzac                           | Libéral modéré | Avocat Député à l'Assemblée nationale constituante (1789-1791) à la Convention nationale (1792-1795) au Conseil des Cinq-Cents (1797) à la Chambre des Représentants (1815) |
| 1839    | 1848         | Jean-Paul Dintrans (1775-1852) (cousin du précédent) |                | Intendant militaire général à Bordeaux Propriétaire à Aurensan Maire de Sainte-Eulalie (Gironde) Président du Conseil Général (1839-1847)                                   |
| 1848    | 1852         | Jean-Marie Laporte                                   |                | Avocat - Député (invalidé) en 1830 - Magistrat Député (démissionnaire) en 1837                                                                                              |
| 1852    | 1867 (décès) | Joseph Ferré (1786-1867)                             | Bonapartiste   | Avocat Propriétaire, maire de Tarbes (1830-1848) Ancien Président du Conseil Général (1833)                                                                                 |
| 1868    | 1870         | François Dominique Sales                             |                | Magistrat, conseiller municipal de Tarbes |
| 1870    | 1871         | Émile Deville                                        | Républicain    | Notaire Maire de Tarbes (1878-1879) |
| 1871    | 1893 (décès) | Germain Dupré                                        | Centre gauche  | Médecin, inspecteur des eaux minérales propriétaire du château d'Urac à Bordères-sur-l'Échez Président du Conseil Général (1878-1879, 1891-1893)                            |
| 1894    | 1895         | Célestin Fourcade                                    | Républicain    | Médecin, conseiller municipal d'Ibos Conseiller d'arrondissement |
| 1895    | 1916 (décès) | Paul Bajac                                           | Rad.           | Fonctionnaire - Maire d'Ibos (1896-?) |
| 1916    | 1919         | siège vacant                                         |                | |
| 1919    | 1937         | Alexandre Boué                                       | SFIO           | Avocat à Tarbes Premier adjoint au Maire de Tarbes (1900-1904) Maire de Tarbes (1912-1933), conseiller d'arrondissement                                                     |
| 1937    | 1940         | Pierre Mailhé                                        | Rad.           | Avocat |
|         |              |                                                      |                | |
| 1945    | 1951         | Marcel Biard                                         | PCF            | Ouvrier artificier Maire-adjoint de Tarbes (1945-1953) |
| 1951    | 1958         | Paul Sempé                                           | DVD            | Médecin Ancien conseiller municipal de Tarbes |
| 1958    | 1964         | Marcel Billières                                     | SFIO           | Administrateur hospitalier Maire de Tarbes (1953-1959) |
| 1964    | 1973         | Paul Chastellain                                     | PCF            | Ajusteur Elu en 1973 dans le Canton de Tarbes-3 |

### Conseillers d'arrondissement (de 1833 à 1940)
| Période                                  | Période          | Identité           | Étiquette    | Qualité |
| ---------------------------------------- | ---------------- | ------------------ | ------------ | --- |
| 1833                                     | 1833             | Joseph Marie Ferré | Bonapartiste | Maire de Tarbes (1830-1848), ancien conseiller général                                                      |
| 1833                                     | 1839             | M. Buron           |              | Médecin à Ibos                                                                                              |
|                                          |                  |                    |              | |
| 1880                                     | 1894 (démission) | Célestin Fourcade  | Républicain  | Médecin, conseiller municipal d'Ibos                                                                        |
| 1894                                     | 1898             | Paul Dangos        | Conservateur | Avocat, bâtonnier de l'Ordre                                                                                |
| 1898                                     | 1919             | Alexandre Boué     | Radical      | Avocat |
|                                          |                  |                    |              | |
| 1935                                     | 1940             | Jean Mérite        | SFIO         | Chirurgien-dentiste, conseiller municipal de Tarbes                                                         |
| 1940                                     |                  |                    |              | Les conseils d'arrondissement ont été suspendus par la loi du 12 octobre 1940 et n'ont jamais été réactivés |
| Les données manquantes sont à compléter. |                  |                    |              | |